# Hovgårdsgölen
Hovgårdsgölen är en sjö i Sävsjö kommun i Småland och ingår i Lagans huvudavrinningsområde.